# Vale do Rio Pardo
O Vale do Rio Pardo recebe seu nome de seu principal rio, o rio Pardo.

## Visão geral
Em 2022, possuía 456 183 habitantes em 28 municípios, com 66,77% residindo em zonas urbanas, e 33,23% na zona rural. Em 2010, os residentes das zonas urbanas eram 61,69%. No país, 87,5% residiam em zonas urbanas em 2022.
Demais dados::39
- Taxa de analfabetismo (2010): 6,35 %
- Expectativa de vida ao nascer (2000): 70,58 anos
- Coeficiente de mortalidade infantil (2010): 8,63 por mil nascidos vivos
- Exportações totais (2010): U$ FOB 1.755.753.339

## Municípios
- Arroio do Tigre
- Barros Cassal
- Boqueirão do Leão
- Candelária
- Encruzilhada do Sul
- Estrela Velha
- General Câmara
- Herveiras
- Ibarama
- Mato Leitão
- Pantano Grande
- Passa Sete
- Passo do Sobrado
- Rio Pardo
- Santa Cruz do Sul
- Segredo
- Sinimbu
- Sobradinho
- Tunas
- Vale do Sol
- Vale Verde
- Venâncio Aires
- Vera Cruz